# Spyker C12 Zagato
De Spyker C12 Zagato werd op 6 maart 2007 geïntroduceerd tijdens de Autosalon van Genève. Bijzonder aan deze conceptcar – die zou moeten kunnen concurreren met onder andere de Ferrari- en de Lamborghini-modellen – is dat er ook snelheidsmeters bij de bijrijdersstoel zitten, zodat de bijrijder ook kan meekijken. (Zo'n dubbele set klokken werd voor het eerst toegepast in de Spyker D12 Peking to Paris.)
Het model wordt de Zagato genoemd omdat hij ontworpen is door de Italiaanse ontwerper Zagato.
De C12 zou 495.000 euro gaan kosten, exclusief belastingen. In Nederland zou hij dan ongeveer 811.250 euro bruto gaan kosten.
De C12 zou aanvankelijk vanaf maart 2008 geleverd worden, maar dat werd voor onbepaalde tijd vertraagd.
Van de Zagato zouden slechts 24 exemplaren gemaakt worden, maar uiteindelijk is het gebleven bij dit ene (nog niet rijdende) exemplaar.

## Gegevens
| Uitgave     | maart 2008    |
| Motor       | 6,0 liter W12 |
| Vermogen    | 500 pk        |
| 0–100 km/u  | 3,8 s**       |
| Topsnelheid | 310 km/u**    |
| Gewicht     | 1480 kg       |
| Lengte      | 4505 mm       |
| Breedte     | 2031 mm       |
| Hoogte      | 1250 mm       |
| Wielbasis   | 2680 mm       |

(**) = geschatte waarde